# Rimar contra a Maré
Rimar Contra A Maré é o segundo álbum do rapper português Boss AC, editado em dezembro de 2002.
Em fevereiro de 2005 o videoclipe do single "Quieres Dinero", produzido com Gutto, foi nomeado para os African Music Video Awards, na categoria "Melhores Efeitos Especiais", do canal sul-africano Channel O.
| Críticas profissionais                                                      | Críticas profissionais |
| Avaliações da crítica                                                       | Avaliações da crítica  |
| Fonte                                                                       | Avaliação              |
| --------------------------------------------------------------------------- | ---------------------- |
| h2tuga.net                                                                  | (sem nota)             |
| Esta tabela precisa de ser acompanhada por texto em prosa. Consulte o guia. |                        |

## Faixas
- 01. Intro
- 02. Sempre o Mesmo Boss AC
- 03. Baza Baza
- 04. Eu Tou Aqui
- 05. Na Área
- 06. Scratch Na Área
- 07. A Carta Que Nunca Te Escrevi
- 08. Quieres Dinero (com Gutto aka Bantú)
- 09. Dias Assim (Ainda Bem)
- 10. Julgamento Final
- 11. Lena (com Gutto aka Bantú)
- 12. Bué de Rimas
- 13. Mantém-te Firme
- 14. Outro (Obrigado)
- 15. É Mintira (com TC - faixa bónus)
- 16. Bué de Rimas (Remistura - faixa bónus)